# Wiesentheid
Wiesentheid ist eine Marktgemeinde im unterfränkischen Landkreis Kitzingen. Die Gemeinde ist Mitglied der Verwaltungsgemeinschaft Wiesentheid.

## Geographie

### Lage
Wiesentheid liegt in der Planungsregion Würzburg (Bayerische Planungsregion 2). Durch den Ort fließen der Sambach (Castellbach) und der Fasanenbach.

### Gemeindegliederung
Es gibt zehn Gemeindeteile (in Klammern ist der Siedlungstyp angegeben):
- Feuerbach (Dorf)
- Fuchsenmühle (Einöde)
- Geesdorf (Kirchdorf)
- Obere Papiermühle (Einöde)
- Obersambach (Einöde)
- Reupelsdorf (Pfarrdorf)
- Untere Papiermühle (Einöde)
- Untersambach (Kirchdorf)
- Untersambacher Mühle (Einöde)
- Wiesentheid (Hauptort)

Historisch war Wasenmeisterei ein Gemeindeteil.
Gemarkungen sind Feuerbach, Geesdorf, Reupelsdorf, Untersambach und Wiesentheid.

### Nachbargemeinden
Nachbargemeinden sind (von Norden beginnend im Uhrzeigersinn): Volkach, Prichsenstadt, Geiselwind, Abtswind, Rüdenhausen, Kleinlangheim und Schwarzach am Main.

### Naturräumliche Lage
Naturräumlich liegen Wiesentheid und seine Gemeindeteile im Steigerwaldvorland. Wiesentheid selbst ist in der sogenannten Keuperlandstufe zu verorten, die von mehreren 10 bis 20 m tiefen Taleinschnitten geprägt wird. Im Osten beginnt der Anstieg in Richtung des Steillands. Weite Teile des Gemeindegebietes sind im Schwanbergvorland mit seinen kleinen Hügeln zu finden. Um Reupelsdorf schließt sich westlich das Dimbacher Flugsandgebiet an, das wesentlich flacher in Richtung des Mains orientiert ist.

## Geschichte

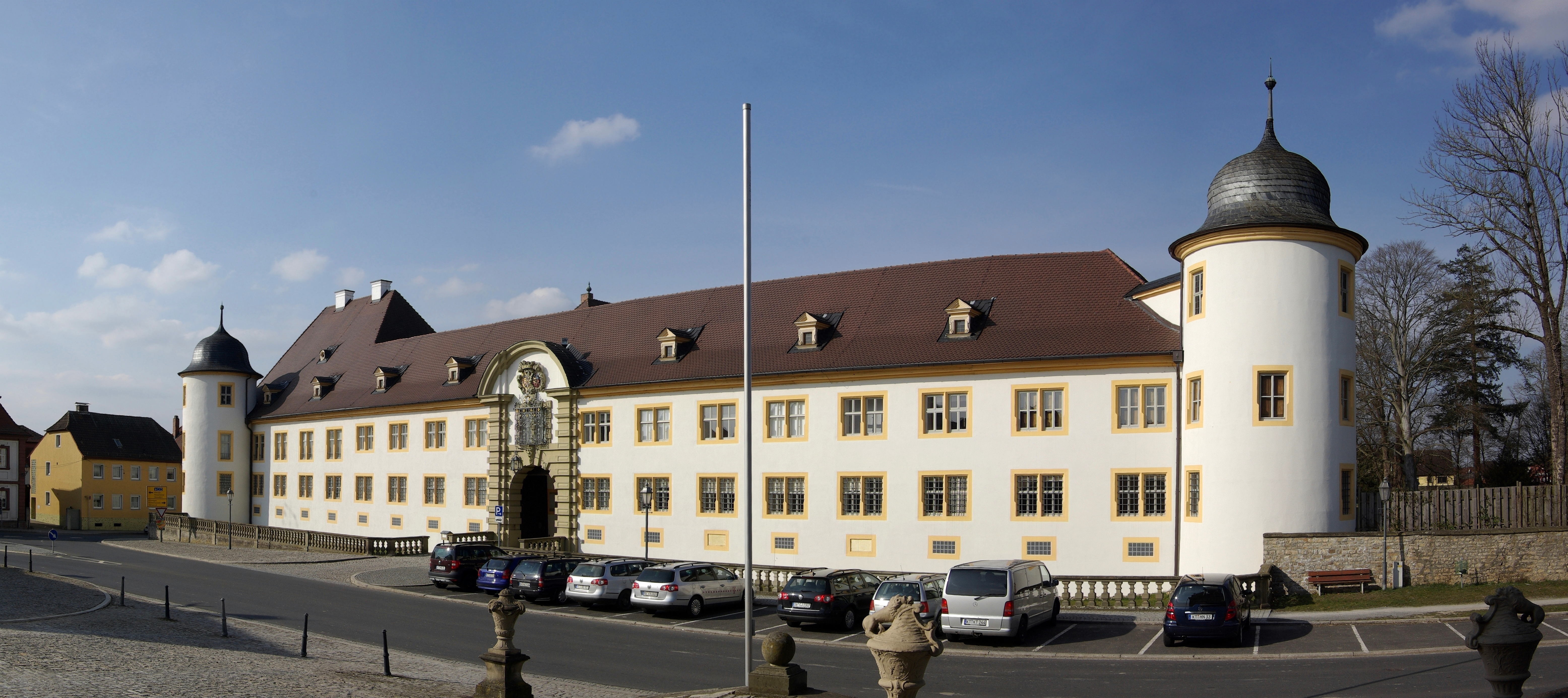
Schloss Wiesentheid

Im Jahre 918 wurde der Ort als „wiesenheida“ erstmals urkundlich erwähnt. Wiesentheid war ehemals Sitz der reichsunmittelbaren Herrschaft Wiesentheid. Sie wurde 1681 von Fürstbischof Peter Philipp von Dernbach zu Bamberg und Würzburg mit Unterstützung des Kaisers Leopold gegründet. Erster Inhaber der Herrschaft war der Neffe des Fürstbischofs, Johann Otto von Dernbach († 1697). Seine beiden ersten Ehefrauen starben und auch die gemeinsamen Kinder. Seinen Tod ahnend, setzte er seine erst 17-jährige dritte Ehefrau, Eleonore Charlotte geb. Gräfin von Hatzfeld-Gleichen, als Alleinerbin ein. Über sie kam die Herrschaft Wiesentheid an den Grafen Rudolf Franz Erwein von Schönborn, den sie 1701 heiratete. Die Herrschaft lag im Fränkischen Reichskreis und wurde mit der Rheinbundakte 1806 durch Bayern mediatisiert, von diesem im Zuge von Grenzbereinigungen an das Großherzogtum Würzburg abgetreten, mit dem es 1814 endgültig an das Königreich Bayern zurückfiel.
In den Jahren von 1614 bis 1617 war Wiesentheid Schauplatz von 91 Hexenprozessen, wobei 1617 vier Frauen und ein Mann auf dem dortigen Trudenplätzlein hingerichtet wurden. Einer der größten Hexenbrenner von Franken, Johann Georg II. Fuchs von Dornheim, wurde im Schloss Wiesentheid geboren.

### Gebietsveränderungen
Im Zuge der Verwaltungsreformen im Königreich Bayern entstand mit dem Gemeindeedikt von 1818 die Gemeinde. Bis zum 30. Juni 1972 gehörte Wiesentheid zum Landkreis Gerolzhofen, den man bei der Kreisreform auflöste. Am 1. Juli 1972 wurde die Gemeinde Reupelsdorf eingegliedert. Am 1. Januar 1977 kam die Gemeinde Geesdorf hinzu. Die Gemeinde Feuerbach folgte am 1. Januar 1978 und die Gemeinde Untersambach am 1. Mai 1978. Das gemeindefreie Gebiet Obersambacher Wald wurde mit Wirkung vom 1. Januar 1980 in die Gemeinde Wiesentheid eingegliedert.

### Einwohnerentwicklung
- 1961: 3153 Einwohner[7]
- 1970: 3476 Einwohner[7]
- 1987: 3806 Einwohner
- 1991: 4032 Einwohner
- 1995: 4338 Einwohner
- 2000: 4696 Einwohner
- 2005: 4815 Einwohner
- 2010: 4764 Einwohner
- 2015: 4775 Einwohner
- 2018: 4820 Einwohner

Einwohnerentwicklung von Wiesentheid 1961–2018

Im Zeitraum 1988 bis 2018 stieg die Einwohnerzahl von 3888 auf 4820 um 932 Einwohner bzw. um 24 %.
Quelle: BayLfStat

## Politik

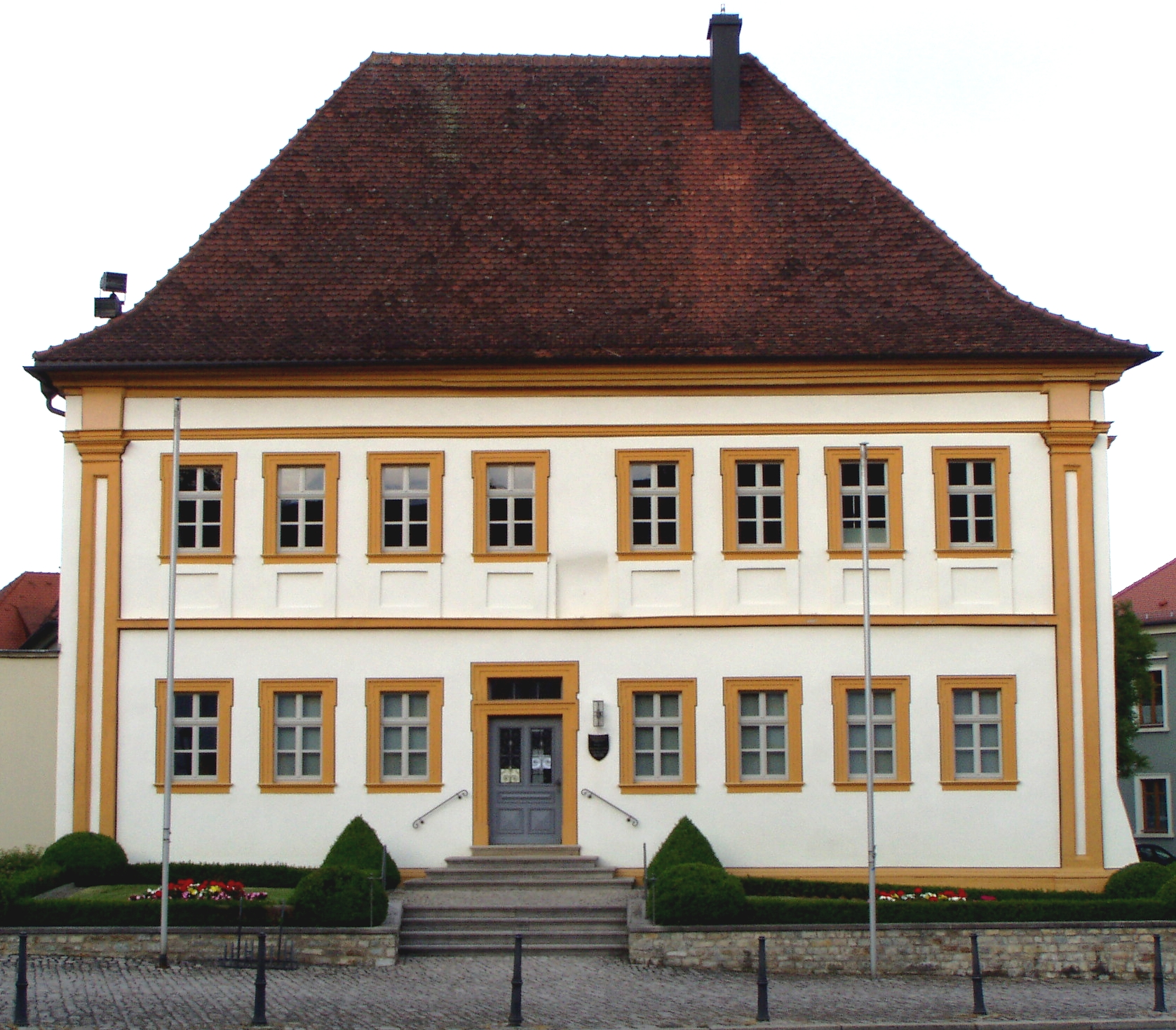
Historisches Pfarrhaus Wiesentheid

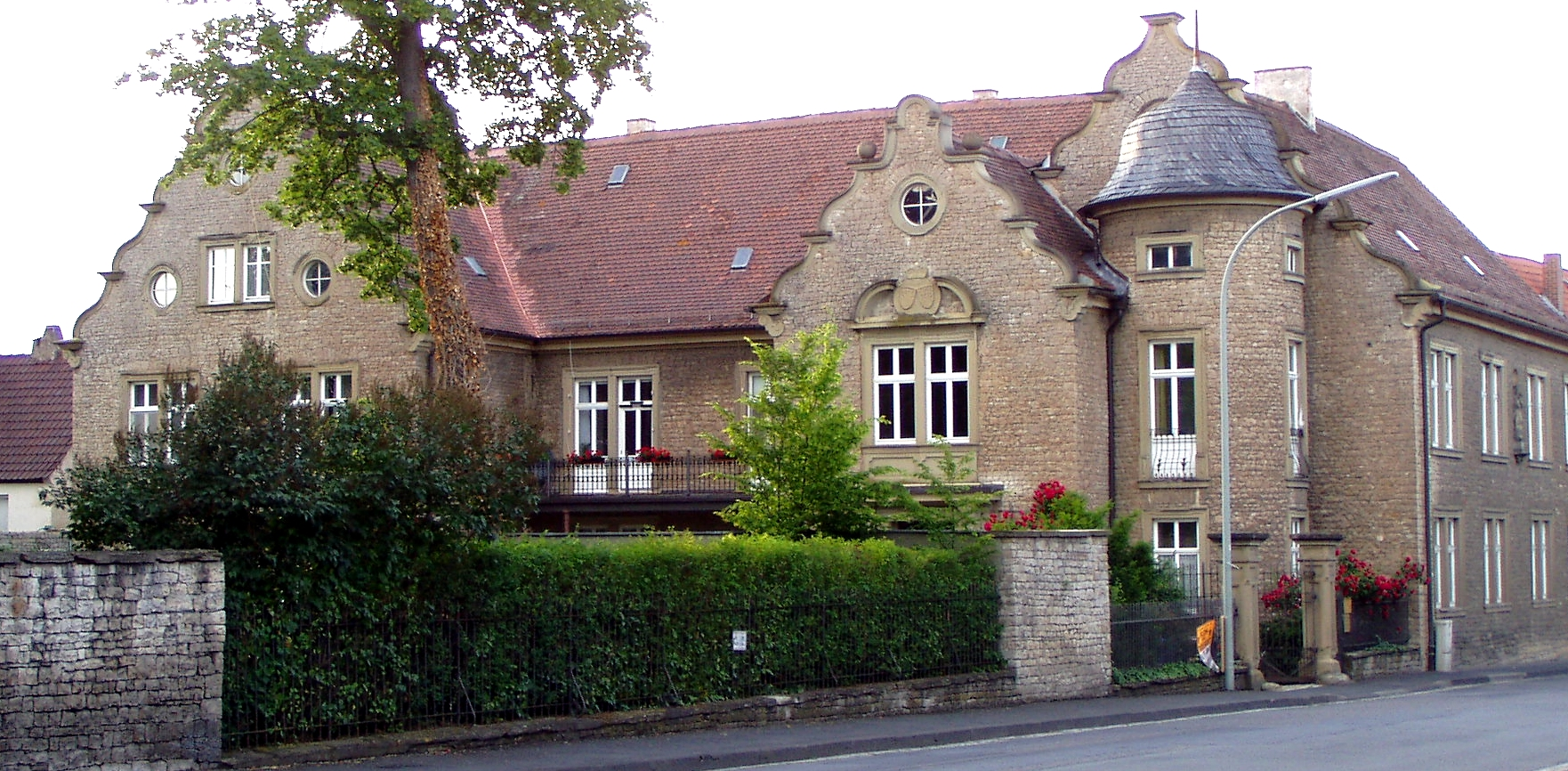
Neues Schloss

Erster Bürgermeister ist seit Mai 2020 Klaus Köhler (Bürgerblock), er wurde am 15. März 2020 mit 50,2 % der gültigen Stimmen gewählt. Sein Vorgänger war von Mai 2008 bis April 2020 Werner Knaier (CSU).
Die 16 Sitze im Marktgemeinderat (ohne Bürgermeister) sind nach der Gemeinderatswahl vom 15. März 2020  wie folgt verteilt:
- CSU: 4
- SPD: 1
- Bündnis 90/Die Grünen: 1
- Bürgerblock (Freie Wähler): 5 (Stand 01/2021 ist ein Gemeinderat aus der Gruppe ausgetreten und fraktionsloses Gemeinderatsmitglied)
- Bürgervereinigung Geesdorf: 1
- Christliche Wählergemeinschaft: 1
- Freie Wähler Feuerbach: 1
- WOW – Junge Liste: 1
- Wählergemeinschaft Reupelsdorf: 1

Die Steuereinnahmen betrugen im Jahr 2014 6.322.639,07 €, davon waren 3.040.199,87 € Gewerbesteuereinnahmen.
Für das Jahr 2014 beträgt der Gesamthaushalt 14.144.904,74 €, mit enthaltenem Investitionsvolumen von rund 5.406.527,23 Euro.

## Wappen
| Wappen von Wiesentheid | Blasonierung: „Vor blauem Himmel auf grüner Wiese drei Stängel roten Heidekrauts, aus einem silbernen Hügel wachsen; davor ein goldener Löwe, doppelgeschwänzt und mit blauer Krone.“ |
| Wappen von Wiesentheid | Wappenbegründung: Die Figuren Heidekraut und Wiese sollen den Ortsnamen Wiesentheid symbolisieren. Der Löwe verweist dagegen auf die Grafen von Schönborn, die noch heute in Wiesentheid wohnen. Ihr Wappen zeigt ebenfalls einen schreitenden Löwen. Das Wappen der Gemeinde Wiesentheid ist ein Hoheitszeichen, dessen Nutzung ausschließlich dem amtierenden Bürgermeister zusteht. Durch diesen werden ebenfalls weitere Nutzungsrechte vergeben z. B. für Vereinswappen etc. |

## Städtepartnerschaften
- Wiesentheid pflegt seit 1972 eine lebendige Partnerschaft mit der französischen Gemeinde Rouillac im Département Charente. Bis 2008 fanden unter der Regie des Partnerschaftskomitees und der örtlichen Schulen und Vereine über 50 offizielle und unzählige private Begegnungen statt.

- Am 29. April 2008 unterschrieb Altbürgermeister Walter Hahn als letzte Amtshandlung eine Freundschaftsbekundung mit der Stadt Hagenbach in der Pfalz. Viele Einwohner Hagenbachs waren während des Zweiten Weltkrieges bei Familien in Wiesentheid untergebracht.[12]

## Kultur und Sehenswürdigkeiten

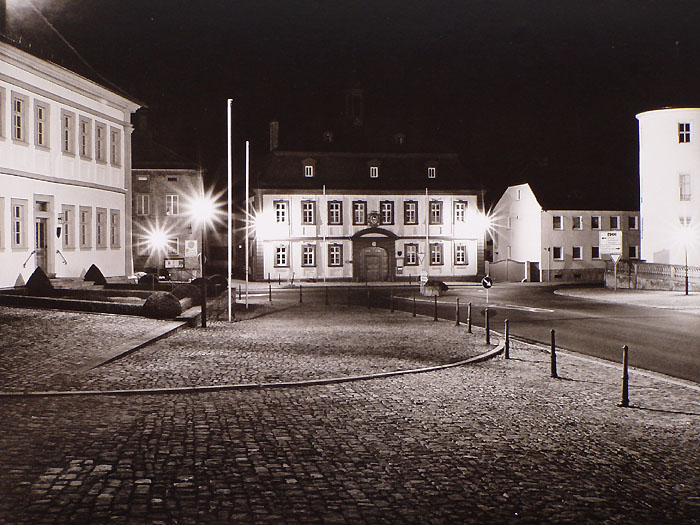
Nächtliches Wiesentheid mit Rathaus und Historischem Pfarrhaus

### Baudenkmäler

#### Ensemble Schloss Wiesentheid
- Gräflich Schönborn’sches Schloss Wiesentheid
- Kanzleistraße mit historischen Verwaltungsgebäuden: Fasanenhof und Seehof
- Barockes Rathaus
- Schlosspark
- Katholische Pfarrkirche St. Mauritius von Balthasar Neumann
- Historisches Pfarrhaus
- Kreuzigungsgruppe von Lucas van der Auvera
- Bedeutende Privathäuser des Barock: Balthasar-Neumann-Straße 5, Neßtfellplatz 2, Neßtfellplatz 8

#### Weitere Bauten
- Historische Mariensäule am denkmalgeschützten Marienplatz
- Templerhaus, ehemalige Amtskellerei des Deutschen Ordens, Renaissancebau von etwa 1613
- Planmäßig angelegte Schönbornstraße im Süden des Ortes
- Kreuzkapelle (Grablege der gräflichen Schönborn-Familie)
- Freundsmühle südlich des Schlossparks
- Schlösschen, ehemaliger Witwensitz der Sophie von Schönborn
- Ehemaliger Schafhof der Grafen von Schönborn in der Bahnhofstraße 9

### Mühlen

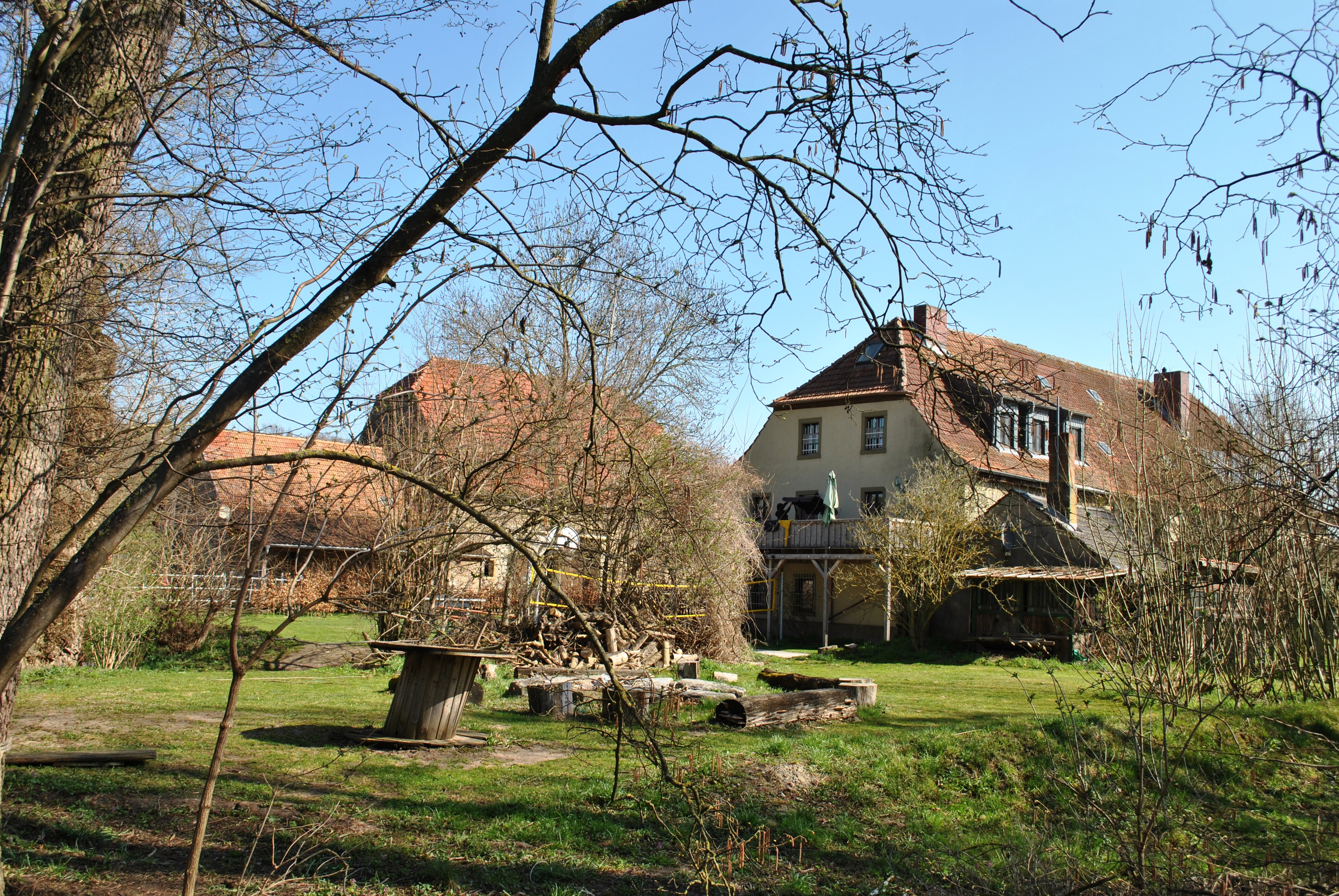
Die Untere Papiermühle bei Feuerbach

Das Wiesentheider Gemeindegebiet wird von mehreren kleinen Bächen durchzogen, die alle dem Castellbach zufließen. Sie eigneten sich besonders gut für die Anlage von Mühlen. Insgesamt zwölf Mühlen säumten die Ufer im heutigen Gebiet der Marktgemeinde. Die ältesten Mühlen versorgten Wiesentheid selbst mit Getreide, wobei mit der sogenannten Klesenmühle bereits seit dem 14. Jahrhundert nachweislich ein Betrieb bestand. Die meisten Mühlenanlagen datieren allerdings auf das 16. Jahrhundert.
Da die Schüttung der Bäche Sambach, Fasanenbach und Schirnbach zu stark für die Mühlräder waren und man auch die fischreichen Gewässer nicht aufstauen wollte, entstanden vor den Mühlen oftmals Mühlbäche, die von den Hauptflüssen abgezweigt wurden. Im Laufe der Zeit differenzierte sich auch die Nutzung der Mühlen. In Feuerbach spezialisierten sich zwei Betriebe auf die Herstellung von Papier, daneben richtete man Sägewerke ein, die mit der Wasserkraft angetrieben wurden. Loh- und Ölmühlen bestanden ebenfalls.
Im 19. Jahrhundert gerieten die kleinen Mühlbetriebe um Wiesentheid zunehmend durch größere in wirtschaftliche Bedrängnis. Man begann die Mühlen mit neueren Antriebsarten auszustatten, um die Rentabilität zu erhöhen. Zu dieser Zeit entstanden auch meist die heute noch vorhandenen Bruchsteinhäuser als Hauptgebäude. In der ersten Hälfte des 20. Jahrhunderts begann das große Mühlensterben um Wiesentheid. Die kleinen Betriebe gingen nach und nach ein, heute besteht lediglich noch in der Reupelsdorfer Fuchsenmühle ein Sägewerk. Mehrere ehemalige Mühlen sind heute Wiesentheider Gemeindeteile.
| Name                      | Gewässer                | Gemarkung    | Zustand         | Eckdaten |
| ------------------------- | ----------------------- | ------------ | --------------- | --- |
| Dornmühle                 | Schirnbach              | Feuerbach    | abgegangen      | Entstehung um 1800, Stromversorgung bis um 1950                                                             |
| Erlachsmühle              | Sambach                 | Wiesentheid  | stark verändert | Ersterwähnung 1691, Aufgabe 1941                                                                            |
| Freundsmühle              | Mühlgraben, Fasanenbach | Wiesentheid  | erhalten        | Ersterwähnung 1548, besteht bereits vorher, Namen: Untere Mühle, Hirschenmühle, Gärtnersmühle, Aufgabe 1964 |
| Fuchsenmühle              | Schwarzach              | Reupelsdorf  | stark verändert | Ersterwähnung 1543, als Sägewerk in Betrieb                                                                 |
| Hahnsmühle                | Mühlbach, Fasanenbach   | Geesdorf     | abgegangen      | Aufgabe in den 1960er Jahren                                                                                |
| Klesenmühle               | Mühlgraben, Sambach     | Wiesentheid  | stark verändert | Ersterwähnung 1327, Namen: Obere Mühle, Glasermühle, Herrenmühle, Kläsenmühle, Aufgabe unklar               |
| Linsenmühle               | Schirnbach              | Feuerbach    | stark verändert | Entstehung um 1810, Namen: Linzenmühle, Dorfmühle, Aufgabe um 1980                                          |
| Lohmühle                  | Mühlbach, Fasanenbach   | Wiesentheid  | stark verändert | Ersterwähnung 1686, Aufgabe vor 1950                                                                        |
| Mühle in der Gartenstraße | Fasanenbach             | Wiesentheid  | stark verändert | wohl in den 1930er Jahren erbaut, Aufgabe nach 1945                                                         |
| Obere Papiermühle         | Sambach                 | Feuerbach    | stark verändert | Papiermühle gegründet 1773, Aufgabe 1862                                                                    |
| Untere Papiermühle        | Sambach                 | Feuerbach    | erhalten        | Ersterwähnung 1406, Namen: Frühwaldsmühle, Heinrichsmühle, Johannitermühle, Aufgabe um 1978                 |
| Untersambacher Mühle      | Sambach                 | Untersambach | stark verändert | Ersterwähnung 1589, Namen: Sambachermühle, Aufgabe vor 1962                                                 |

### Sagen

#### Der Heimbach
Viele Sagen in Wiesentheid drehen sich um den sogenannten Heim- oder Hainbach, der zwischen dem Markt und Rüdenhausen verläuft und dabei auch den sogenannten Heimbachtannig durchquert.
Im nahen Dettelbach lebten vor langer Zeit die edelfreien Mattonen, die viele Klöster in der Umgebung stifteten und so die Christianisierung vorantrieben. So hatten sie auch Mönche im Ort „Wisenhaida“ angesiedelt. Nichtsdestotrotz war der alte Glauben in der einfachen Bevölkerung noch tief verwurzelt, die zauberkundigen Waldfrauen mussten sich allerdings immer tiefer in die Wälder und so auch in den Heimbachtannig zurückziehen.
Der Mattone aus Dettelbach hatte nur einen einzigen Sohn, der plötzlich erkrankte und in kurzer Zeit sein Augenlicht verlor. Der Vater versuchte alles, um dem Sohn zu helfen. Nachdem nichts geholfen hatte, erinnerte sich ein Knecht an die weise Frau im Heimbachtannig, die das Augenwasser des Baches anzuwenden wisse. Also brachte der Christ sein Kind vor die Heidin, die ihm einen Trank aus Krötenhaut und Kräutern mit dem Wasser des Heimbachs zubereitete.
Das Kind gesundete durch die Behandlung mit dem Gebräu zusehends und konnte nach wenigen Wochen gesund in die Burg in Dettelbach zurückkehren. Der Mattone zog daraufhin eine Bannmeile um den Wald. Obwohl er nun überall in der Umgebung gegen die letzten Vertreter des Heidentums kämpfte und das Christentum sich schnell verbreitete, blieb die alte Frau im Wald unbehelligt und durfte den Glauben an die alten Götter behalten.

#### Ein Schatzfund
In den Gärten in der Nähe der Feuerbacher Straße soll den Gärtnern immer wieder ein großes Feuer erschienen sein. Daneben sollen mehrere mysteriöse Männer mit Büchern gestanden haben. In einem der Gärten sollte ein Brunnen gegraben werden. Als man bereits sehr tief vorgestoßen war, entdeckte man wunderschöne Asche. Als man sie auffangen wollte, um mit ihr zu düngen, verwandelte sie sich in Geld.

#### Die Lag
Das Flurstück Lag im Westen der Abtswinder Straße besteht aus einem kleinen Wald und mehreren Feldern an der Straße. Hier sollen sich viele Sagen zugetragen haben. So erzählte man sich, dass dort der sogenannte Lagfuchs umging. Die Jäger schossen nicht auf ihn, weil sie Angst vor den Flüchen des Fuchses hatten. Der Lagfuchs fraß auch den Mädchen, die hier die Tiere weideten, die Brotzeit aus den Körben.
Als ein Mädchen einmal sein Vieh in der Lag grasen ließ, kam plötzlich ein Reiter ohne Kopf aus dem Wald geritten. Er umkreiste die Viehherde und war bald darauf wieder verschwunden. Ein Bauer verlor seine Kuhherde in der Lag. Als er aus Wiesentheid Leute geholt hatte, die Kühe zu suchen, waren die Tiere wieder zurückgekehrt. Manchmal erschien in der Lag auch ein verwunschener Siebener, der ohne Kopf die Schäfer heimsuchte.

### Sport
Im Ortsteil Geesdorf ist der 1. FC Geesdorf beheimatet. Die Herren-Fußballmannschaft spielte in der Saison 2022/23 in der Nord-Staffel der Fußball-Bayernliga.

## Wirtschaft und Infrastruktur

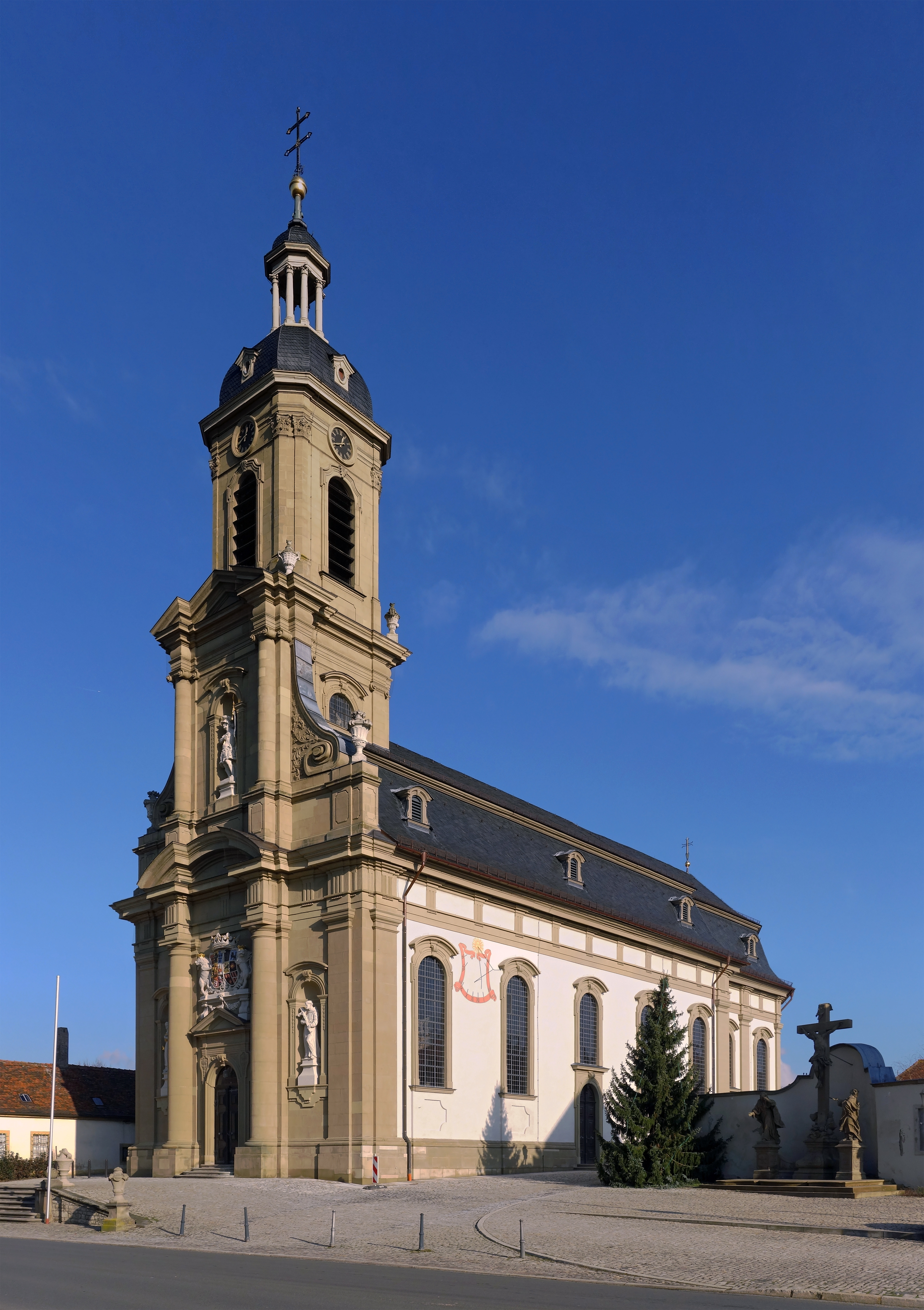
Pfarrkirche St. Mauritius von Balthasar Neumann

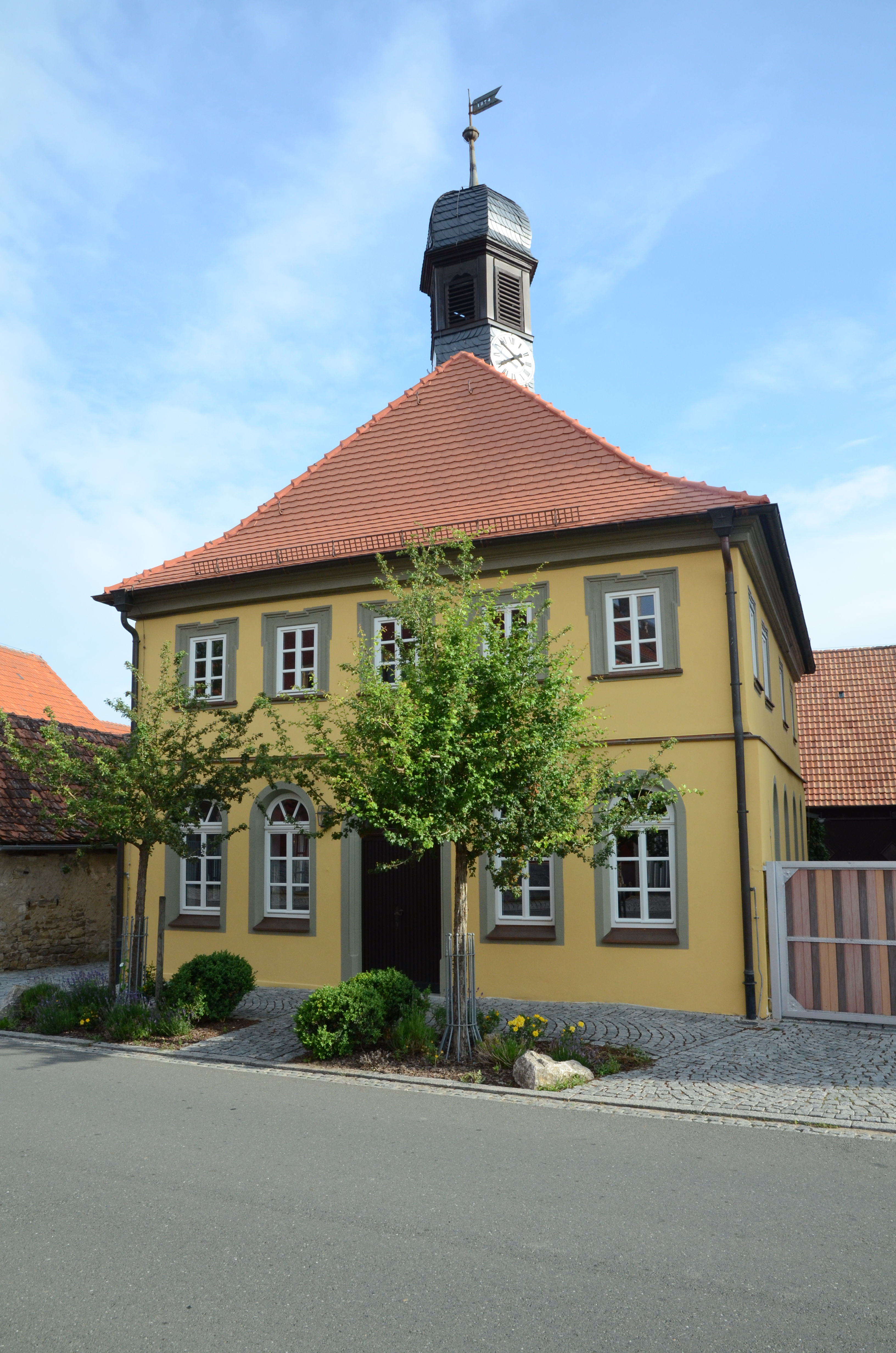
Evangelische Kirche in Feuerbach, ehemaliges Rathaus (1751)

### Wirtschaft einschließlich Land- und Forstwirtschaft
1998 gab es nach der amtlichen Statistik im Bereich der Land- und Forstwirtschaft 83, im produzierenden Gewerbe 598 und im Bereich Handel und Verkehr 360 sozialversicherungspflichtig Beschäftigte am Arbeitsort. In sonstigen Wirtschaftsbereichen waren es 444 Personen. Sozialversicherungspflichtig Beschäftigte am Wohnort gab es 1554. Im verarbeitenden Gewerbe gab es 80, im Bauhauptgewerbe fünf Betriebe. Zudem bestanden im Jahr 1999 58 landwirtschaftliche Betriebe mit einer landwirtschaftlich genutzten Fläche von 2016 Hektar, davon waren 1720 Hektar Ackerfläche und 246 Hektar Dauergrünfläche. Des Weiteren ist eine der Hauptstellen der Raiffeisenbank Volkacher Mainschleife - Wiesentheid ansässig.
Die Kräuter Mix GmbH hat ihren Zweitsitz in Wiesentheid. Dort werden das Küchenkraut gereinigt, geschnitten, gemahlen und gemischt. Durch eine umfassende Lagerhaltung wird eine hohe Produktverfügbarkeit für alle saisonalen Kräuter erreicht. Die Göpfert Maschinen GmbH ist ein weltweit führendes Unternehmen im Maschinenbau für die Verarbeitung von Wellpappe.

#### Straße
Wiesentheid liegt an der Ausfahrt Wiesentheid-Rüdenhausen der Bundesautobahn 3.
Östlich wird der Markt von der Bundesstraße 286 tangiert. Sie ist von hier bis Schweinfurt kreuzungsfrei ausgebaut, als Autobahnzubringer zwischen der A 3 und der Bundesautobahn 70 und als Zufahrt nach Schweinfurt für die Berufspendler.

#### ÖPNV
Busverbindungen im ÖPNV stellt die Omnibusverkehr Franken GmbH im Verkehrsverbund Nahverkehr Mainfranken her: Ab Kitzingen mit den beiden werkstags regelmäßig verkehrenden Linien 8111 (über Rödelsee) und 8150 (über Gerolzhofen), teilweise einbezogen in den DB-Tarif, sowie ab Bimbach (8217), Ebrach (8163), Münsterschwarzach (8115) und Volkach (8287) mit einer Handvoll weiterer, selten verkehrender Linien.

#### Bahnstrecke Kitzingen–Schweinfurt
Mit dem ausgehenden 19. Jahrhundert erhielt Wiesentheid einen Anschluss an das bayernweite Eisenbahnnetz. 1893 wurde der Abschnitt Kitzingen–Gerolzhofen der sogenannten Steigerwaldbahn (auch Untere Steigerwaldbahn) fertiggestellt, Wiesentheid wurde mit einem Bahnhof ausgestattet. Die Nebenbahn verband ab 1903 Kitzingen mit dem Schweinfurter Hauptbahnhof und war damit eine der längeren Nebenstrecken in Deutschland.
Seit den 1980er Jahren begann man den Verkehr auf der Strecke zu reduzieren. 1981 fuhren zwischen Gerolzhofen und Kitzingen nur noch Personenbusse, der Güterverkehr wurde Mitte 2006 aufgegeben. Seit längerer Zeit gibt es Initiativen zur Reaktivierung des Personenverkehrs auf der stillgelegten Strecke. Anfang 2019 entbrannte die politische Diskussion um eine mögliche Wiederinbetriebnahme der Strecke.

#### Wanderwege
Durch Wiesentheid verläuft der Fränkische Marienweg.

### Bildung
2015 gab es folgende Einrichtungen:
- Zwei Kindergärten mit zusammen 168 Kindergartenplätzen und Krippenplätzen
- In der Grund- und Mittelschule Wiesentheid wurden 2020/2021 insgesamt 481 Schüler von 35 Lehrkräften unterrichtet, davon in der Grundschule 223 Schüler durch 12 Lehrer.[18][19]
- Gymnasium Steigerwald-Landschulheim Wiesentheid (mit Internat) mit 43 Lehrkräften und 463 Schülern (Stand Schuljahr 2020/2021)[20]

### Kirchengemeinden
- Katholisches Pfarramt, St. Mauritius (Wiesentheid)
- Evangelisches Pfarramt, Gnadenkirche (Wiesentheid), evangelisch-lutherische Pfarrkirche in Feuerbach, ehemaliges Rathaus (1751)

## Persönlichkeiten

### In Wiesentheid geboren

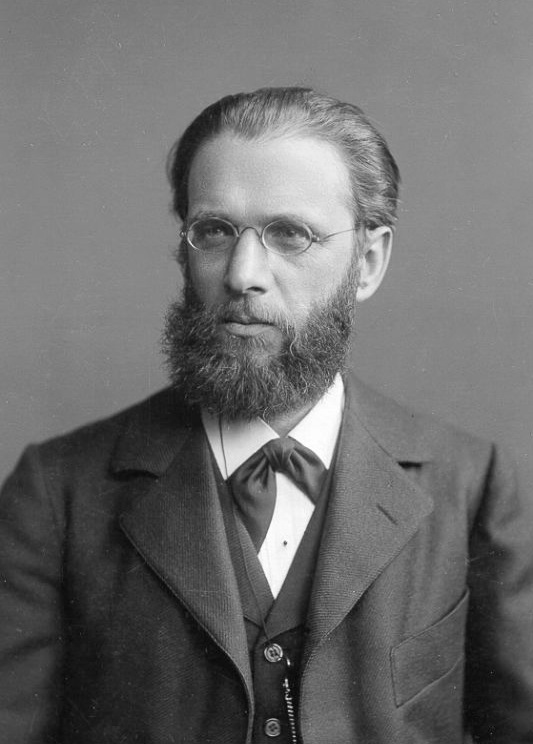
Der Psychologe und Musikforscher Carl Stumpf

- Gottfried von Seinsheim (um 1132–1213), Abt des Klosters Münsterschwarzach (1182/1183–1213), geboren in Reupelsdorf
- Johann Georg II. Fuchs von Dornheim (1586–1633), Fürstbischof von Bamberg und Streiter für die Gegenreformation sowie unbarmherziger Hexenverfolger („Hexenbrenner“)
- Johannes Seiz (1717–1779) in Wiesentheid geborener Hofbaumeister im Kurfürstentum Trier
- Erwein von der Leyen (1798–1879), Fürst von der Leyen
- Josef von Schmitt (1817–1890), Richter in Bayern, Präsident des OLG Augsburg
- Valentin Fromm (1824–1877), Steinmetz
- Valentin Ritter von Reißenbach (1839–1893), Ministerialrat, Generalsekretär in München
- Johann Thaler (1847–1920), Jurist, Mitglied des Reichstages[21]
- Carl Stumpf (1848–1936), Philosoph, Psychologe und Musikforscher
- Arthur Sauer (1874–1946), Chemiker, Unternehmer und Mäzen
- Clemens von und zu Franckenstein (1875–1942), Komponist
- Nikolaus Fey (1881–1956), fränkischer Mundartdichter, Ehrenbürger
- Philipp Maurer (1882–1947), bayerischer Politiker (BMP, BBM), Mitglied des bayerischen Landtages
- Otto Weiglein (1912–1998), bayerischer Politiker (CSU), Mitglied des bayerischen Landtages, Ehrenbürger
- Alban Wolf (1912–2002), Maler, nach Wolf wurde der Alban-Wolf-Saal im Pfarrhaus benannt
- Franz Alfons Wolpert (1917–1978), Komponist[22]
- Anni Placht (* 1950), Handballspielerin, 1980 Deutschlands erste Handballerin des Jahres
- Otto Hünnerkopf (* 1951), bayerischer Politiker (CSU), Mitglied des bayerischen Landtages
- Angelika Weikert (* 1954), bayerische Politikerin (SPD), Mitglied des bayerischen Landtages
- Burkard Steppacher (* 1959), Politikwissenschaftler, Mitarbeiter der Konrad-Adenauer-Stiftung
- Thomas Riegler (* 1965), evangelischer Kirchenmusiker und Komponist

### Ehrenbürger und Ehrenbürgerinnen

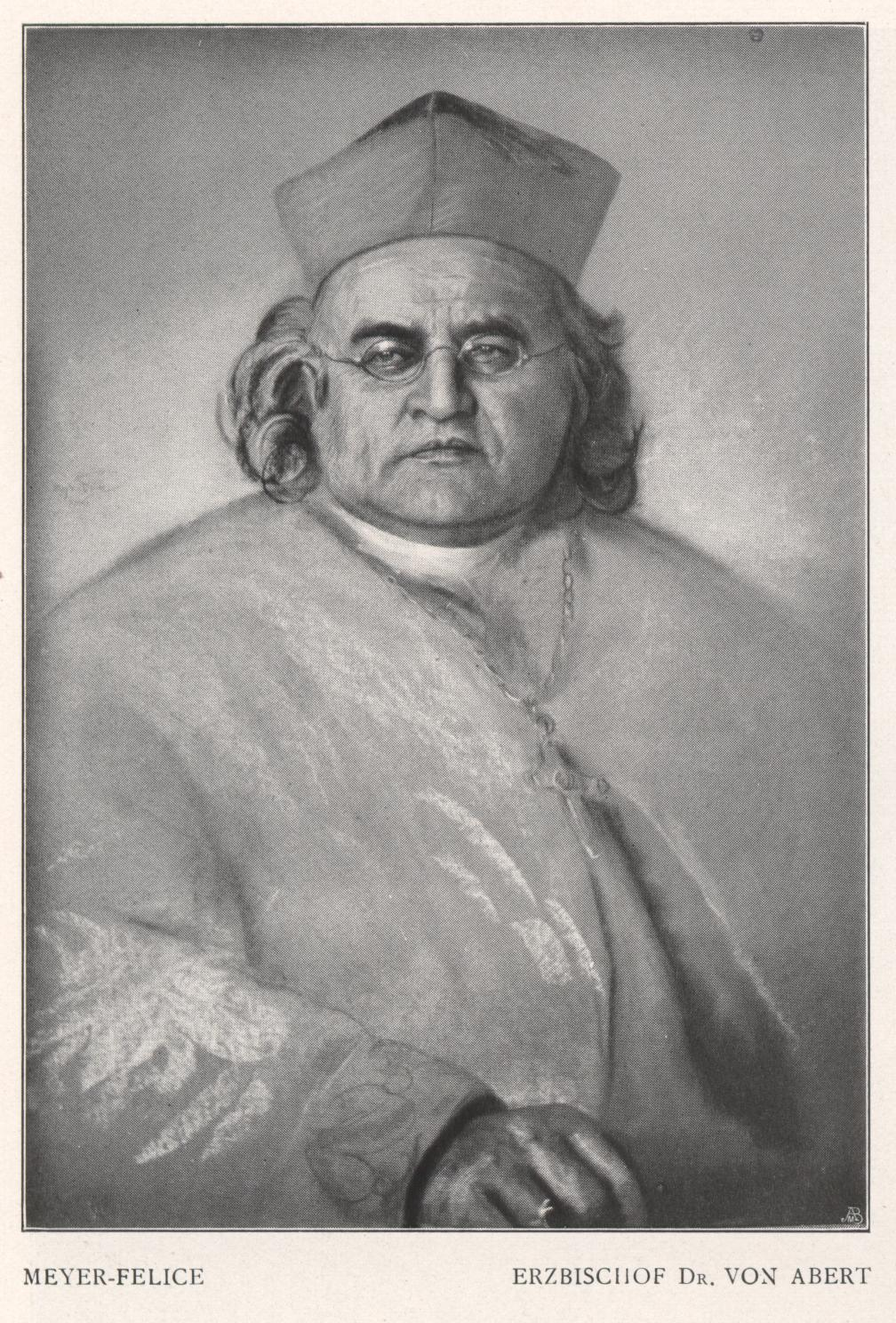
Der erste Ehrenbürger Friedrich Philipp von Abert

- Friedrich Philipp von Abert (1852–1912), Verleihung am 4. September 1887, Erzbischof von Bamberg, 1878 bis 1882 Kaplan in Wiesentheid
- Albert Thaler (1848–1916), Verleihung am 10. Dezember 1907, 1. Bürgermeister von Wiesentheid 1894–1907
- Joseph Abel (1866–1933), Verleihung am 8. August 1915, Pfarrer von Wiesentheid 1896–1915
- Valentin Rumpel (1866–1929), Verleihung am 9. Mai 1920, Pallottiner, Pater in Baltimore
- Erwein von Schönborn (1877–1942), Verleihung am 29. Dezember 1922, Arzt und Wissenschaftler
- Johann Georg Wüchner (1866–1932), Verleihung am 26. Juli 1931, Pfarrer von Wiesentheid 1915–1932
- Max Schmitt (–1947), Verleihung 13. September 1946, Studienprofessor
- Wilhelm Büttner (1885–1974), Verleihung am 13. September 1946, Pfarrer von Wiesentheid 1932–1947
- Nikolaus Fey, siehe oben, Verleihung am 1. März 1951
- Emil Dern (1884–1960), Verleihung am 19. Juli 1954, Sägewerksbesitzer, Stifter
- Schwester Praxedis (bürgerlich Barbara Beez, 1903–1986), Verleihung am 8. Juni 1966, Krankenschwester in Wiesentheid
- Karl von Schönborn (1916–1998), Verleihung am 14. Oktober 1966, Verdienste um die ärztliche Fortbildung
- Piadonna Haas (–1976), Verleihung am 15. Februar 1971, Krankenschwester in Wiesentheid
- Josef Eugen Held (1895–1983), Verleihung am 12. Juli 1976, Landrat
- Nikolaus Geißler (1919–1997), Verleihung am 21. August 1976, Chefarzt des BRK-Kreisverbandes Kitzingen
- Hermann Barthel (1907–1980), Verleihung am 8. Dezember 1977, 1. Bürgermeister von Wiesentheid 1960–1971
- Clemens Möderl (1907–1994), Verleihung am 18. März 1982, 2. Bürgermeister 1956–1968
- Otto Weiglein, siehe oben, Verleihung am 21. Januar 1985
- Heinz-Dieter Wunsch (1925–2011), Verleihung am 8. Mai 1995, 1. Bürgermeister von Wiesentheid 1971–1991
- Fritz Möhringer (1921–2009), Verleihung am 24. Juni 2001, 2. Bürgermeister von Feuerbach 1971–1977
- Walter Hahn (1937–2023), Verleihung am 29. April 2008, 1. Bürgermeister von Wiesentheid 1991–2008[23]

### Mit dem Ort verbunden

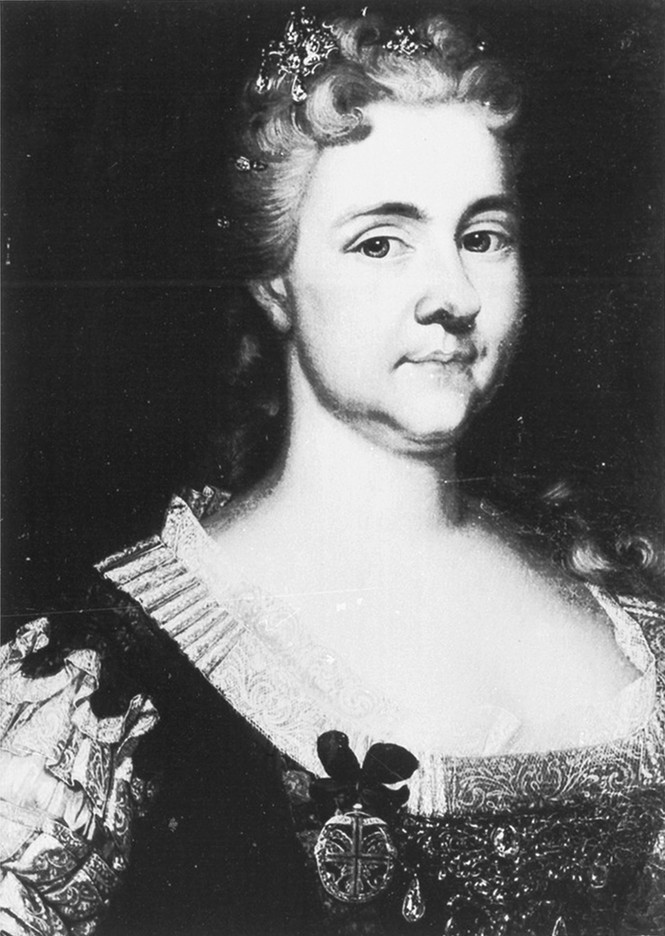
Maria Eleonore von Dernbach

Mit Wiesentheid stehen die Mitglieder des Grafengeschlechts Schönborn in enger Verbindung, weil hier seit dem 18. Jahrhundert der fränkische Stammsitz des Hauses eingerichtet worden war. Ganz besonders förderten die Landesherren über die Herrschaft Wiesentheid den Ort. Insgesamt standen vier Herrscher und eine Herrscherin dem Fürstentum vor.
- Johann Otto von Dernbach (reg. 1681–1697), auch kaiserlicher Kämmerer, Geheimer Rat
- Maria Eleonore von Dernbach (reg. 1697–1704), 2. Eheschließung am 14. November 1701
- Rudolf Franz Erwein von Schönborn (reg. 1704–1754), auch kaiserlicher Geheimer Rat, Kommissar in Frankfurt
- Joseph Franz Bonaventura von Schönborn-Wiesentheid (reg. 1754–1772), auch kaiserlicher Geheimer Rat, Reichshofrat, Vizedom von Aschaffenburg
- Hugo Damian Erwein von Schönborn-Wiesentheid (reg. 1772–1806), auch k.k. Kämmerer, kaiserlicher Geheimer Rat

Nach dem Zweiten Weltkrieg richteten die Grafen in ihrem Schloss mehrere Unterkünfte für Künstler und Kulturschaffende ein, deren Ateliers und Büros durch Kriegseinwirkungen zerstört worden waren. In Wiesentheid wurde der Droemer-Verlag nach dem Krieg neu gegründet, zog aber bald nach München um.
- Ernst Unbehauen (* 1899 in Zirndorf, † 1980 in Rothenburg ob der Tauber), Maler, Unbehauen hatte 1945 bis 1953 sein Atelier im Schloss Wiesentheid und lebte zeitweise im Ort
- Hedi Zöckler, auch Rose Planner-Petelin (* 1899 in Gretta bei Triest, † 1969 in Bovenden), Schriftstellerin, verfasste 1961 in Wiesentheid ihren Roman „Gäste im Schloß“.[24][25]
- Hubertus von Gersdorff (* 1909 in Lüben/Schlesien, † 1964 in Wetzlar), Konzertpianist, gab im Wiesentheider Schloss Konzerte
- Emeram von Lerchenfeld (unklar), Pianist

Weitere Persönlichkeiten, die mit Wiesentheid in Verbindung stehen:
- Johann Georg Neßtfell (* 1694 in Alsfeld, † 1762 in Würzburg), Ebenist und Mechanikus, wirkte ab 1720 als Hofschreinermeister der Grafen in Wiesentheid, erwarb 1726 das Bürgerrecht
- Johann Paul Josef Dellau (* 1762 in Stettfeld, † 1828 in Wiesentheid), Pfarrer und Heimatkundler, Dellau veröffentlichte die Schriften „Denkwürdigkeiten meiner Zeit“, „Notizen über die Pfarrei Wiesentheid und deren Pfarrorte“ und „Studium der Hexenprozesse in Wiesentheid“[26]
- Hanns Fischer-Kilp (* 1889 in Schönbrunn im Steigerwald, † 1978 in Wiesentheid), Historiker und Archivar, wirkte bis 1945 im Schönborn’schen Archiv
- Max Domarus (* 1911 in Wiesbaden, † 1992 in Würzburg), Historiker und Archivar, wirkte 1945 bis 1965 im Schönborn’schen Archiv